# Državna cesta D27
D27 je državna cesta u Hrvatskoj. Ukupna duljina iznosi 96,9 km.
Cesta započinje kod Gračaca, te vodi kroz Obrovac, uz obalu Novigradskog i Karinskog mora, kroz Benkovac, prolazi ispod A1 kod Šopota, križa se s D59 i završava u blizini zapadne strane Šibenskog mosta gdje se spaja s Jadranskom magistralom (D8).